# Sap (EP)
Sap è il secondo EP del gruppo musicale statunitense Alice in Chains, pubblicato il 4 febbraio 1992 dalla Columbia Records.

## Descrizione
Il titolo deriva da un sogno avuto dal batterista Sean Kinney dopo la sua registrazione, nel quale in una conferenza stampa la band dichiarava che il nome sarebbe stato Sap per il sound più dolce e soft (in inglese "Sappy") rispetto al primo album, Facelift.
Sap fu ripubblicato nel 1994 come edizione limitata in doppio vinile dell'EP Jar of Flies; quest'ultimo era sul primo e sul secondo lato, mentre Sap sul lato tre e quattro.
Fu pubblicato per la terza volta nel 1995 dopo il successo di Got Me Wrong, inclusa nella colonna sonora di Clerks - Commessi; la nuova edizione conteneva i testi delle canzoni e una copertina lievemente differente.
Viene nuovamente ristampato, in occasione del Record Store Day del 2020, entrando per la prima volta nella classifica di Billboard.

## Tracce
Testi e musiche di Jerry Cantrell, eccetto dove indicato.
1. Brother – 4:28
2. Got Me Wrong – 4:12
3. Right Turn – 3:18
4. Am I Inside – 5:10 (testo: Layne Staley)
5. Love Song – 3:45 – traccia fantasma

- Right Turn è accreditata agli "Alice Mudgarden", a causa della presenza in questo brano degli Alice in Chains, Chris Cornell, membro dei Soundgarden, e Mark Arm, cantante dei Mudhoney.

## Formazione
Gruppo
- Layne Staley – voce, batteria (traccia 5)
- Jerry Cantrell – chitarra, voce, basso (traccia 5)
- Mike Starr – basso, chitarra (traccia 5)
- Sean Kinney – batteria, percussioni, megafono e pianoforte (traccia 5)

Altri musicisti
- Ann Wilson – voce aggiuntiva (tracce 1 e 4)
- Mark Arm – voce aggiuntiva (traccia 3)
- Chris Cornell – voce aggiuntiva (traccia 3)

Produzione
- Rick Parashar,[1] Alice in Chains – produzione
- Eddy Schreyer – mastering
- David Coleman – direzione artistica
- Rocky Schenck – fotografia

## Classifiche
| Classifica (2020)         | Posizione massima |
| ------------------------- | ----------------- |
| Stati Uniti               | 134               |
| Stati Uniti (alternative) | 9                 |
| Stati Uniti (hard rock)   | 4                 |
| Stati Uniti (rock)        | 20                |